# Parafia św. Małgorzaty w Gralewie
Parafia pw. św. Małgorzaty w Starym Gralewie – parafia należąca do dekanatu raciąskiego, diecezji płockiej, metropolii warszawskiej.
Parafia została erygowana w XIV wieku - pierwsze wzmianki o parafii pochodzą z 1385 roku, jednak powstała prawdopodobnie około 1350 roku.

## Miejsca święte
Kościół parafialny
Obecna świątynia powstała w latach 1923-1928 w stylu neogotyckim. Jest to budowla orientowana, z nawą trójprzęsłową na planie prostokąta z węższym prezbiterium. Autorem projektu kościoła jest architekt Włodzimierz Dubik. Świątynię konsekrował 2 czerwca 1930 roku bp Leon Wetmański. Ołtarze i ambonę w latach 1934-1936 wykonał Ludwik Konarzewski, rzeźbiarz z Istebnej. Polichromię wykonano w 1936 roku. W latach 1995–1999 przeprowadzono gruntowną konserwację kościoła, m.in. odmalowano polichromię i wymieniono podłogi. W kościele znajdują się zabytkowe 16-głosowe organy z początku XX wieku, sprowadzone do Gralewa w 1918, konserwowane w I dekadzie XXI wieku.
Dawniej posiadane lub użytkowane przez parafię świątynie
Pierwszy kościół murowany powstał w XV wieku i został konsekrowany w 1598 roku, przebudowywany w XVII i XVIII wieku, a poddany konserwacji w roku 1866 i 1891. Kościół uległ częściowemu spaleniu podczas I wojny światowej.

## Obszar parafii
W granicach parafii znajdują się miejscowości:

- Bogucin,
- Bożewo,
- Chyczewo,
- Cywiny-Dynguny,
- Cywiny Wojskie,
- Ćwiersk,
- Dobrska-Kolonia,
- Dobrska-Włościany,
- Kaczorowy,
- Kiełbowo,
- Kozolin,
- Kraśniewo,
- Lutomierzyn,
- Niedarzyn,
- Nowe Gralewo,
- Stare Gralewo,
- Strożęcin,
- Szapsk,
- Złotopole.